# Lista czołgów Wojska Polskiego
Lista czołgów Wojska Polskiego zawiera czołgi znajdujące się na wyposażeniu Wojska Polskiego od 1919 roku.
W liście ujęto czołgi będące na wyposażeniu Wojska Polskiego II RP, Wojska Polskiego we Francji, Polskich Sił Zbrojnych, ludowego Wojska Polskiego oraz Sił Zbrojnych RP. Nie umieszczono natomiast prototypów czołgów opracowanych w Polsce, a także czołgów zdobycznych.

## Wojsko Polskie II RP
| Zdjęcie | Nazwa                  | Kraj produkcji  | Typ         | Warianty                                                                          | Lata służby | Uwagi                                                               | Przypis     |
| ------- | ---------------------- | --------------- | ----------- | --------------------------------------------------------------------------------- | ----------- | ------------------------------------------------------------------- | ----------- |
|         | Renault FT Modèle 1917 | Francja         | czołg lekki | wiele wersji                                                                      | 1919-1939   |                                                                     | [ 1 ] [ 2 ] |
|         | Carden Loyd Mk. VI     | Wielka Brytania | tankietka   | Carden-Loyd Mk.VI                                                                 | 1929-?      |                                                                     | [ 3 ]       |
|         | TK-3                   | Polska          | tankietka   | TK-3 TKF                                                                          | 1931-1939   |                                                                     | [ 4 ]       |
|         | TKS                    | Polska          | tankietka   | TKS TKS z działkiem kal. 20 mm                                                    | 1934-1939   |                                                                     | [ 5 ]       |
|         | Vickers E              | Wielka Brytania | czołg lekki | Vickers Mk.E typ A (wariant dwuwieżowy) Vickers Mk.E typ B (wariant jednowieżowy) | 1932-1939   |                                                                     | [ 6 ]       |
|         | 7TP                    | Polska          | czołg lekki | 7TP dwuwieżowy 7TP jednowieżowy                                                   | 1935-1939   | Rozwinięcie licencyjnego brytyjskiego czołgu Vickers E              | [ 7 ]       |
|         | Renault R35            | Francja         | czołg lekki | R35                                                                               | 1938-1939   |                                                                     | [ 8 ] [ 9 ] |
|         | Hotchkiss H35          | Francja         | czołg lekki | H35                                                                               | 1939        | Trzy czołgi zakupiono dla Biura Badań Technicznych Broni Pancernych | [ 10 ]      |

## Polskie Siły Zbrojne na Zachodzie
| Zdjęcie | Nazwa         | Kraj produkcji | Typ         | Warianty        | Lata służby | Uwagi                                  | Przypis      |
| ------- | ------------- | -------------- | ----------- | --------------- | ----------- | -------------------------------------- | ------------ |
|         | Renault FT-17 | Francja        | czołg lekki | wiele wariantów | 1940        | Wykorzystywane do szkolenia            | [ 2 ]        |
|         | Renault R35   | Francja        | czołg lekki | R35             | 1940        |                                        | [ 8 ] [ 11 ] |
|         | Hotchkiss H39 | Francja        | czołg lekki | H39             | 1940        | Dwa czołgi wykorzystywane do szkolenia | [ 12 ]       |
|         | Renault R-40  | Francja        | czołg lekki | R40             | 1940        |                                        | [ 8 ] [ 11 ] |

| Zdjęcie | Nazwa              | Kraj produkcji    | Typ            | Warianty                                                          | Lata służby | Uwagi                       | Przypis |
| ------- | ------------------ | ----------------- | -------------- | ----------------------------------------------------------------- | ----------- | --------------------------- | ------- |
|         | Light Tank Mk VI   | Wielka Brytania   | czołg lekki    | Mk VIB                                                            | 1942-1943   | Wykorzystywane do szkolenia | [ 13 ]  |
|         | M3/M5 Stuart       | Stany Zjednoczone | czołg lekki    | M3A1 M3A3 M5A1                                                    | 1942-1945   |                             | [ 14 ]  |
|         | Matilda Mk I       | Wielka Brytania   | czołg piechoty | Mk I                                                              | 1941-1942   | Wykorzystywane do szkolenia | [ 15 ]  |
|         | Mk III Valentine   | Wielka Brytania   | czołg piechoty | Valentine I Valentine II Valentine III Valentine V Valentine VIII | 1940-1944   | Wykorzystywane do szkolenia | [ 16 ]  |
|         | Mk IV Churchill    | Wielka Brytania   | czołg piechoty | Churchill II                                                      | 1941-1942   |                             | [ 17 ]  |
|         | Mk V Covenanter    | Wielka Brytania   | czołg szybki   | Covenanter                                                        | 1942-1944   | Wykorzystywane do szkolenia | [ 18 ]  |
|         | Mk VI Crusader     | Wielka Brytania   | czołg szybki   | Crusader II Crusader II CS Crusader III                           | 1942-1946   | Wykorzystywane do szkolenia | [ 19 ]  |
|         | Mk VIII Cromwell   | Wielka Brytania   | czołg szybki   | Centaur I Cromwell III Cromwell IV Cromwell VI Cromwell Command   | 1943-1946   |                             | [ 20 ]  |
|         | Mk VIII Challenger | Wielka Brytania   | czołg szybki   |                                                                   | 1944-1947   |                             | [ 21 ]  |
|         | M3 Lee             | Stany Zjednoczone | czołg średni   |                                                                   | 1943-1944   |                             | [ 22 ]  |
|         | M4 Sherman         | Stany Zjednoczone | czołg średni   | Sherman IC Sherman IIA Sherman III Sherman V Sherman Firefly      | 1943-1946   |                             | [ 23 ]  |

## Ludowe Wojsko Polskie i Siły Zbrojne RP
| Zdjęcie | Nazwa         | Kraj produkcji                                         | Typ                                          | Warianty                                                  | Lata służby                | Uwagi                                                                                   | Przypis                     |
| ------- | ------------- | ------------------------------------------------------ | -------------------------------------------- | --------------------------------------------------------- | -------------------------- | --------------------------------------------------------------------------------------- | --------------------------- |
|         | T-60          | ZSRR                                                   | czołg lekki                                  |                                                           | 1943-1945                  | Wykorzystywane do szkolenia                                                             | [ 24 ]                      |
|         | T-70          | ZSRR                                                   | czołg lekki                                  |                                                           | 1943-1949                  |                                                                                         | [ 26 ]                      |
|         | T-34          | ZSRR                                                   | czołg średni                                 | T-34 Model 1941 T-34 Model 1942 T-34 Model 1943           | 1943-początek lat 50.      |                                                                                         | [ 27 ]                      |
|         | T-34-85       | ZSRR Polska (w latach 1951-56 produkowane na licencji) | czołg średni                                 | T-34-85 Model 1943 T-34-85 Model 1944 T-34-85M1 T-34-85M2 | 1944-1986                  |                                                                                         | [ 29 ]                      |
|         | KW-8          | ZSRR                                                   | czołg ciężki                                 | KW-8                                                      | 1945                       | Wykorzystywane do szkolenia                                                             | [ 30 ]                      |
|         | IS-2          | ZSRR                                                   | czołg ciężki                                 |                                                           | 1944-przełom lat 50. i 60. |                                                                                         | [ 31 ]                      |
|         | IS-3          | ZSRR                                                   | czołg ciężki                                 |                                                           | 1946-lata 70               | W Polsce były używane tylko dwa czołgi, nigdy nie weszły na uzbrojenie Wojska Polskiego | [ 32 ]                      |
|         | PT-76         | ZSRR                                                   | lekki czołg pływający                        |                                                           | lata 50. – 1992            |                                                                                         | [ 34 ]                      |
|         | T-54          | ZSRR Polska (w latach 1957-64 produkowane na licencji) | czołg podstawowy I generacji                 | T-54A T-54AD T-54AM                                       | 1957-2002                  |                                                                                         | [ 35 ]                      |
|         | T-55          | ZSRR Polska (produkowane na licencji)                  | czołg podstawowy I generacji                 | T-55 T-55A T-55AD                                         | 1964-2002                  |                                                                                         | [ 36 ]                      |
|         | T-72          | ZSRR Polska (w latach 1981-91 produkowane na licencji) | czołg podstawowy II generacji                | T-72 T-72M T-72M1 T-72M1R                                 | od 1979                    | T-72M1R – polska modyfikacja czołgu T-72M1                                              | [ 37 ] [ 38 ]               |
|         | T-55AM Merida | Polska                                                 | czołg podstawowy II generacji                |                                                           | lata 80.-2002              | Polska modernizacja czołgu T-55A                                                        | [ 39 ]                      |
|         | PT-91 Twardy  | Polska                                                 | czołg podstawowy przełomu II i III generacji | PT-91 PT-91A T-72M1Z                                      | od 1995                    | Polska modernizacja czołgu T-72                                                         | [ 40 ] [ 41 ]               |
|         | Leopard 2     | Niemcy                                                 | czołg podstawowy III generacji               | Leopard 2 A4 Leopard 2 A5                                 | od 2002 od 2014            |                                                                                         | [ 42 ] [ 43 ] [ 44 ]        |
|         | Leopard 2PL   | Polska · Niemcy                                        | czołg podstawowy III generacji               | Leopard 2 PL Leopard 2 PLM1                               | od 2020                    | Polska modernizacja czołgów Leopard 2 w wersji A4                                       | [ 45 ] [ 46 ] [ 47 ] [ 48 ] |
|         | M1 Abrams     | Stany Zjednoczone                                      | czołg podstawowy III generacji               | M1A2SEPv2 M1A1 FEP M1A2SEPv3                              | od 2022 od 2023 od 2024    | 28 czołgów M1A2 SEPv2 wypożyczonych od United States Army do szkolenia załóg.           | [ 49 ] [ 50 ]               |
|         | K2            | Korea Południowa                                       | czołg podstawowy III generacji               | K2                                                        | od 2022                    |                                                                                         | [ 51 ] [ 52 ]               |